# In saecula saeculorum
La locuzione latina In sæcula sæculorum, tradotta letteralmente, significa «per i secoli dei secoli».
È un'espressione cristiana che appare più volte nel Nuovo Testamento e che viene, sin dal Medioevo, usata nella liturgia per terminare preghiere o invocazioni:
L'espressione viene utilizzata per affermare l'idea dell'eternità della Santissima Trinità, alla quale nella preghiera va l'adorazione dei fedeli, che riconoscono il suo regnare universale per tutti i secoli dei secoli.
In modo figurato significa una cosa che si trascina a tempo indeterminato e di cui non si prevede il termine.